# Schwemm
Schwemm este o arie protejată (arie specială de conservare — SAC, sit de importanță comunitară — SCI) din Austria întinsă pe o suprafață de 65,68 ha, integral pe uscat.

## Localizare
Centrul sitului Schwemm este situat la coordonatele 47°39′31″N 12°17′53″E / 47.6586°N 12.2981°E.

## Înființare
Situl Schwemm a fost declarat sit de importanță comunitară în aprilie 2000.

## Biodiversitate
Situată în ecoregiunea alpină, aria protejată conține 10 habitate naturale: Lacuri și iazuri distrofice naturale, Cursuri de apă de la nivel de câmpie la nivel montan, cu vegetație Ranunculion fluitantis și Callitricho-Batrachion, Pajiști cu Molinia pe soluri calcaroase, turboase sau argilos-nămoloase (Molinion caeruleae), Liziere de ierburi înalte hidrofile de câmpie și de nivel montan până la alpin, Turbării active, Mlaștini oligotrofe degradate, capabile încă de regenerare naturală, Mlaștini turboase de tranziție și turbării mișcătoare, Depresiuni pe substraturi de turbă de Rhynchosporion, Mlaștini alcaline, Mlaștini împădurite.
La baza desemnării sitului se află mai multe specii protejate:
- plante (1): moșișoare (Liparis loeselii)
- păsări (11): rață pitică (Anas crecca), rață pestriță (Anas strepera), gâsca canadiană (Branta canadensis), erete de stuf (Circus aeruginosus), ciocănitoare neagră (Dryocopus martius), becațină comună (Gallinago gallinago), sfrâncioc roșiatic (Lanius collurio), ciocănitoare verzuie (Picus canus), fluierar de mlaștină (Tringa glareola), sturz (Turdus pilaris), nagâț (Vanellus vanellus)
- amfibieni (1): izvoraș-cu-burta-galbenă (Bombina variegata)
- mamifere (2): liliac comun (Myotis myotis), liliacul mic cu potcoavă (Rhinolophus hipposideros)
- nevertebrate (2): fluturele auriu (Euphydryas aurinia), phengaris nausithous (Maculinea nausithous)

Pe lângă speciile protejate, pe teritoriul sitului au mai fost identificate 4 specii de plante, 1 specie de amfibieni, 2 specii de nevertebrate.